# Las Quintas Fronterizas, Texas
Las Quintas Fronterizas là một nơi ấn định cho điều tra dân số (CDP) thuộc quận Maverick, tiểu bang Texas, Hoa Kỳ. Năm 2010, dân số của nơi này là 3290 người.

## Dân số
- Dân số năm 2000: 2030 người.
- Dân số năm 2010: 3290 người.